# Закерзоння
Закерзо́ння — публіцистична назва для означення пасма крайньо західних українських етнічних територій, розташованих на захід від сучасного польсько-українського кордону, що за підсумками Другої світової війни увійшли до складу Польщі. До 1939 року і початку війни більшість жителів Закерзоння становили поляки 70%, українці близько 20%, решта близько 10%.[джерело?] Сьогодні понад 95% населення цієї місцевості становлять поляки. 
Термін почали вживати ще у міжвоєнний період, проте загальновживаним він став під час Другої світової війни, коли відновився польсько-український військовий конфлікт за незалежність України та Польщі. В період радянської окупації України (так званих «других Совєтів») поняття «Закерзоння» з ідеологічних причин не використовували, проте воно продовжувало активно вживатися у середовищі української еміграції, особливо, у США та Канаді, де перебувало багато виселенців та підпільників із теренів Закерзоння.

## Походження назви
Термін був утворений від прізвища міністра закордонних справ Великої Британії (1919—1924) лорда Джорджа Керзона, який у 1919 р. запропонував демаркаційну лінію для розмежування кордону між Польською Республікою та РРФСР як можливий варіант перемир'я у Польсько-радянській війні у 1920 р.

### Лінія Керзона
Згідно пропозиції Керзона під час наступу радянської армії на Варшаву лінія розмежування мала проходити через Гродно — Ялівку — Немирів — Берестя — Дорогуськ — Устилуг, на схід від Грубешова, через Красилів, на захід від Рави-Руської, на схід від Перемишля аж до Карпат як кордон Польщі і Радянської Росії. В історію вона увійшла під назвою «лінія Керзона». Вона не базувалася на жодних детальних етнографічних дослідженнях і була результатом прагматичного політичного рішення. Оскільки в ній не враховувалися етнічні та історичні обставини сусідства українців та поляків демаркаційна лінія не влаштовувала ані одних, ані інших.
8 грудня 1919 р. «лінія Керзона» була прийнята Верховною радою Антанти, проте була відхилена спочатку більшовицьким урядом через тимчасову перевагу у зв'язку з наступальними діями Червоної Армії, а пізніше — польським урядом, оскільки ситуація змінилась на користь Польщі. В результаті вона не була врахована під час встановлення польсько-радянського кордону (1921), а за підсумками Ризького мирного договору у 1921 р. новоутворений кордон Польської Республіки був віддалений орієнтовно на 200 км на схід від «лінії Керзона» і пролягав вздовж лінії другого поділу Польщі по річці Збруч, включивши землі так званих «Східних Кресів».
До «лінії Керзона» повернулися під час ДСВ, коли вона спершу була взята за основу для встановлення німецько-радянського кордону (28 вересня 1939 р.), пізніше — за підсумками Ялтинської конференції для польсько-радянського кордону (16 серпня 1945 р.), а сьогодні лежить в основі нинішнього польсько-українського кордону (12 січня 1993 р.).

## Географія
До складу Закерзоння зараховують наступні українські історико-етнографічні землі, у порядку з півдня на північ :
- Лемківщина
- Західна Бойківщина
- Замішанщина
- Надсяння
- Любачівщина
- Холмщина
- Підляшшя

Загальна площа Закерзоння становить 19 500 км², з яких 3 500 км² припадає на Лемківщину, 4 150 км² — на Надсяння, 6 572 км² — на Холмщину і 5 280 км² — на Підляшшя. Його терени знаходяться в межах 17 повітів сучасного Підляського, Люблінського, Підкарпатського і частково Малопольського воєводства Республіки Польща, вздовж усієї протяжності сучасного українсько-польського кордону. Серед давніх українських освітньо-культурних осередків варто згадати Холм, Перемишль, Ярослав, Сянік, Криниця.
У своїй «Географії українських і суміжних земель» Володимир Кубійович дав детальний опис межі етнічного проживання переважно українців та переважно поляків на Закерзонні:
| Українсько-польська етнографічна границя має біля 650 км довжини, з яких 140 км припадає на границю на лемківському півострові аж до околиці Сянока, 140 км на границю на терені останньої частини Галичини, а 370 км. — на терені Холмщини і Підляшшя. Межа між українцями і поляками на Лемківщині — це найвиразніша на українській території взагалі. Вона пробігає від Липника — де сусідують з собою словаки, українці і поляки в напрямі із заходу на схід і що на південь від місцевостей: Північна – Грибів – Дукля – Риманів – Сянік, звідки прямує на північ більш-менш вздовж річки Сяну біля поселень: Сянік – Динів – Радимно – Ярослав – Синява – Ожана, де покидає границю Галичини і входить в межі Холмщини, на терен колишньої російської території (до 1920 року). На території Холмщини і Підляшшя пробігає західна границя мішаної українсько-польської території біля осель: Тишівці, Павлів, Вільхівець, Опілля, Пішац, Янів над Бугом, відтак вздовж Бугу до Дорогичина. На схід від цієї лінії аж до Буг тягнеться мішана територія й щойно над Бугом починається чисто українська етнографічна територія. На північ від Бугу границя між українцями і поляками виразніша, тут ми не зустрічаємо змішаної смуги. Пробігає вона від Дорогичина через Боцьки до Лісної над Нарвою, де кінчається західна межа з поляками і починається північна межа з білорусами.[3] |.

## Друга світова війна

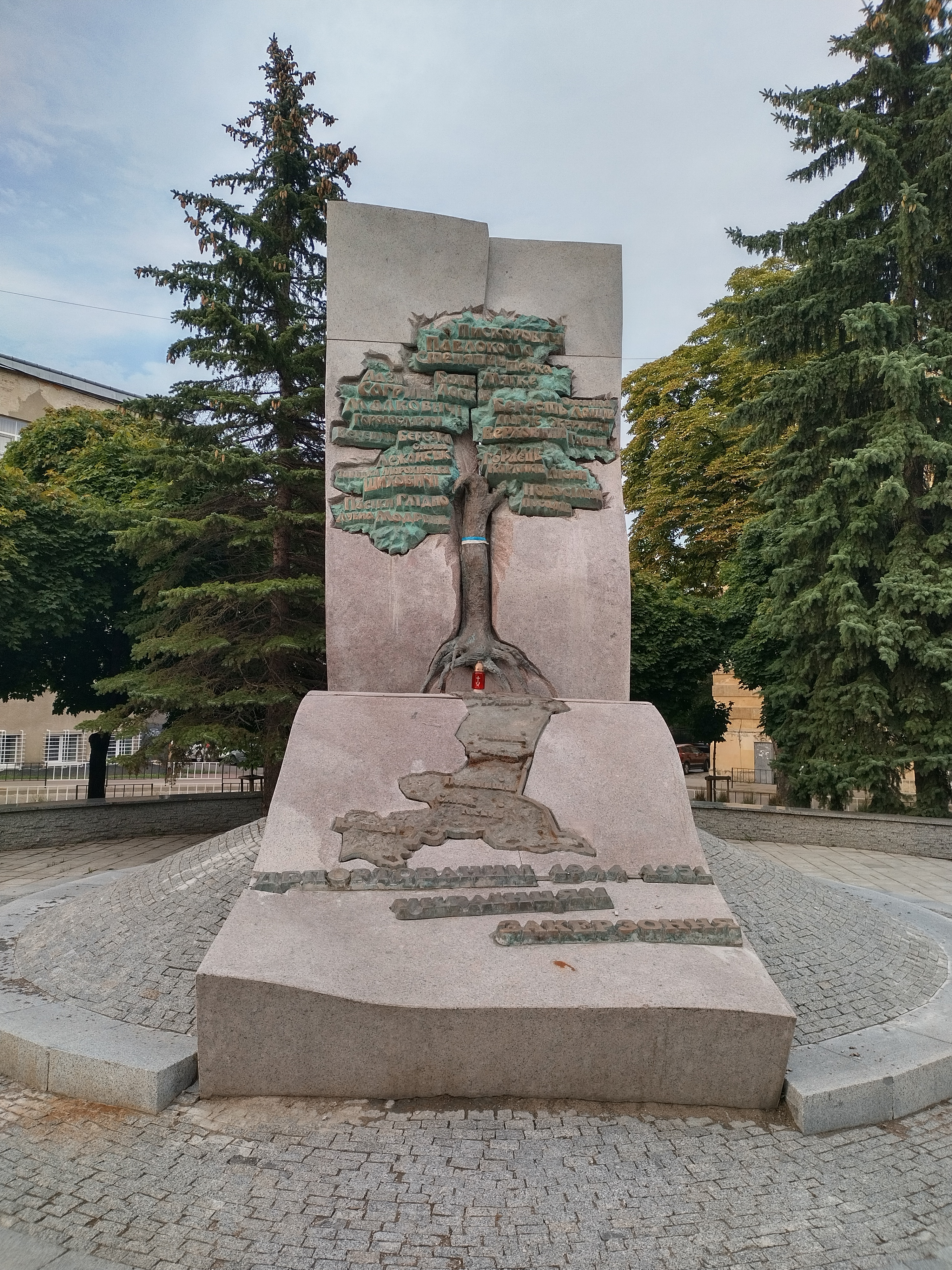
Пам'ятник-меморіал депортованим із Закерзоння українцям з 1944 по 1951 роки у Львові

### Депортація 1944—1946
Протягом жовтня 1944 — серпня 1946, за даними польських джерел, близько пів мільйона українців було депортовано до України (тоді — УРСР у складі СРСР) на підставі Люблінської угоди між УРСР і Польським Комітетом Національного визволення «Про евакуацію українського населення з території Польщі і польських громадян з території УРСР» від 9 вересня 1944 р. Польська влада оголосила підсумки «евакуації» 2 серпня 1946 року, за офіційними даними якої до УРСР вивезено 122 452 українські родини (482 107 осіб) або 96,8 % всіх українців Польщі. За цими ж даними на території Польщі продовжувало залишатись 14 325 осіб, 5 638 українських родин (21 928 осіб) було звільнено від виселення, а ще 3 600 родин (11 тис. осіб) переховувалися в лісах, сусідніх воєводствах тощо. Насправді ж, як показало пізніше в 1947 році виселення 150 тисяч українців під час операції «Вісла», в 1951 році близько 32 тис. українців із Західної Бойківщини, а також разом з українцями центрального і північного Підляшшя — українців ще залишалося у Польщі принаймні 380—400 тисяч.
На центрально-північному Підляшші залишилося ще близько 200 тис. українців, яких оминула депортація, оскільки тут була розмита їх національна свідомість або їх зараховували до білорусів, як зрештою це роблять і сьогодні. Північне Підляшшя виселення в основному обійшли стороною, оскільки багато українців назвалися білорусами, які не підпадали під депортацію. Згідно з умовами радянсько-польського договору від 16.08.1945 (незначно змінені радянсько-польським договором 1951) ці споконвічні українські землі увійшли до складу Польської Народної Республіки.

### Операція «Вісла» (1947)
Як виявиться у 1947 році під час проведення остаточної зачистки Закерзоння від українського населення, кількість українців була у сім-вісім разів більша, аніж це свідчили дані за підсумками депортацій 1944—1946 рр. В результаті операції «Вісла» було депортовано ще близько 150 тис. українців, яких було переселено на так звані Ziemie Odzyskane («Повернені Землі»), що у північних та західних воєводствах Республіки Польща. Саме там сьогодні проживає найбільш чисельна українська громада у Польщі.
На практиці операція «Вісла» була етнічною чисткою українського населення Закерзоння та насильним способом остаточного розв'язання українського питання у Польщі.

### Акція 1951
«Акція-51» стала завершальним етапом депортації українського населення Закерзоння. За умовами Договору між СРСР і ПНР «Про обмін ділянками державних територій» від 15 лютого 1951 року обидві країни обмінялись рівномірними ділянками прикордонної території площею 480 км²: Польща отримувала ділянку Нижньо-Устрицького району Дрогобицької області УРСР, а УРСР — ділянку у Люблінському воєводстві, що сьогодні становить Сокальський район Львівської області. На підставі цього обміну із Західної Бойківщини на терени Одеської, Миколаївської, Херсонської та Донецької областей було депортовано близько 32 тис. українців.

### Наслідки депортацій
У результаті проведених заходів з розв'язання «українського питання» у Польщі на території Закерзоння практично не залишилось автохтонного українського населення. Поряд із поодинокими поселеннями українців, які повернулися після 1956 р. або яким вдалось уникнути депортацій, сьогодні тут проживають поляки, які поселились після виселення українців. Про українську присутність сьогодні нагадують хіба що пам'ятки матеріальної (церкви, цвинтарі, хрести, хати) та нематеріальної (пісні, звичаї) культури.

## УПА на Закерзонні
Під час ДСВ для захисту українського населення Закерзоння діяло українське націоналістичне підпілля та Українська повстанська армія, яким водночас доводилось протистояти, з однієї сторони, регулярним німецьким військам, Червоній армії та Війську Польському, а з іншого, польському підпіллю (Армія Крайова, ВіН, Батальйони хлопські) й бандугрупуванням та радянським партизанам.
На початку лютого 1945 р. на терені Закерзоння було створено окремий Закерзонський край, провідником якого було призначено Ярослава Старуха-«Стяга», заступником крайового провідника з політично-пропаґандивної роботи — Василя Галаса-«Орлана», референтом Служби безпеки — Петра Федоріва-«Дальнича».
Командиром УПА на Закерзонні був Мирослав Онишкевич-«Орест». який командував VI воєнною округою «Сян», що входила до складу оперативної групи УПА-Захід. До Округи входило три тактичні відтинки:
- 26-й Тактичній Відтинок «Лемко» (командир — Василь Мізерний-«Рен»)
- 27-й Тактичний Відтинок «Бастіон» (командир — Іван Шпонтак-«Залізняк»)
- 28-й Тактичний Відтинок «Данилів» (командир — Євген Штендера-«Прірва»), у складі яких було чотири куреня:
- 1-й Лемківський курінь «Ударники» (командир — Василь Мізерний-«Рен») у складі чотирьох сотень
- 2-й Перемиський курінь (командир — Михайло Гальо-«Коник») у складі чотирьох сотень
- 3-й Любачівський курінь «Месники» (командир — Іван Шпонтак-«Залізняк») у складі п'яти сотень
- 4-й Холмський курінь «Вовки» (командир — «Ягода») у складі чотирьох куренів

Після проведення польською комуністичною владою у 1947 р. операції «Вісла» на теренах Закерзоння фактично не залишилось українців, що призвело до руйнування запілля (підтримка харчами, провіантом та мережі місцевого населення). Оскільки тут не залишилось кого захищати подальша партизанська боротьба на Закерзонні втратила свій сенс. 25 травня 1947 року бойові сотні одержали лист Проводу УПА зі словами:
| Тепер жде Вас тяжке завдання, яке мусите виконати з честю. Відходити туди, куди велить наказ! ...Іти до вільного світу і роз'яснювати про боротьбу УПА і злочини комуни. |
З червня 1947 сотні УПА почали залишати територію Закерзоння: частина з них проривалася через польсько-радянський фронт на територію УРСР, а інша — вирушила у пропагандивні рейди в Західну Німеччину. До кінця літа Військова округа «Сян» фактично припинила своє існування і офіційно була ліквідована в листопаді 1947 р.
Ґрунтовне дослідження життя українців у Польщі після Другої світової війни (1944—1984) опубліковане у праці Мирослава Трухана «Українці в Польщі після Другої світової війни, 1944—1984 / Передмова: Василь Маркусь. — Нью Йорк; Париж; Сидней; Торонто, 1990. — XII + 404 с.», яка становить Том 208 Записок Наукового товариства імені Шевченка.

## Польсько-радянський кордон
Про наслідки депортацій, військового протистояння та встановлення польсько-радянського кордону у Карті етнічних групи південно-західної України пише Володимир Кубійович:
| Проведення в 1945 році кордонів між Радянською Україною та Польщею, відступлення Польщі західної частини української Галичини та малих частин на північному-заході української території й виселення з цих теренів української людності, а з інших теренів Галичини – поляків, майже повне знищення жидівського елементу німецькими нацистами під час ДСВ і виселення галицьких німців – це все спричинило повну зміну дотеперішніх національних відносин Галичини. Вони тепер одноманітні: нинішній державний українсько-польський кордон є однозначно етнографічною межею, на захід від якої тепер немає українців, а на схід – немає поляків. Перестало існувати поняття польських колоністів, перестають існувати переходові етнічні групи, бо ті греко-католики з польською мовою і ті латинники, які опинилися в кордонах Радянської України, зазнають повної українізації, навпаки, ті з них, що живуть в межах сучасної Польщі, зазнають полонізації.[4] |

## Матеріальна культура
- Сакральна архітектура: лемківський стиль, бойківський стиль
- Каменярство: Бруснівська каменярка, Борнівська каменярка

### Духовна
- Говірки
- Лемківські пісні

## Уродженці Закерзоння
| - Юрій Амбіцький, - Богдан-Ігор Антонич, - Олексій Біланюк, - Дмитро Блажейовський, - Теофілія Братківська, - Іван Брик, - Антін Васильчук, - Анатоль Вахнянин, - Михайло Вербицький, - Петро Війтович, - Іван Волинець, - Григорій Гануляк, - Микола Гнатишак, - Юліян Головінський, - Володимир Горбайчук, - Микола Горбаль, - Михайло Грушевський, - Епіфаній Дровняк, - Олександр Єрощук, - Іван Желем, - Радослав Жук, - Софія Зарицька, - Іван Зілинський, - Йосип Кишакевич, - Євген Клос, - Захарія Копистенський, - Теофіл Копистинський, - Богодар Которович, |  | - Йосафат Коциловський, - Володимир Кубійович, - Роман Кудлик, - Григорій Кузневич, - Іван Лаврівський, - Йосиф Лозинський, - Мар'ян Лукасевич, - Володимир Лучук, - Станіслав Людкевич, - Теодор Майкович, - Іван Майчик, - Петро Мах, - Модест Менцинський, - Іван Мердак, - Еммануїл Мисько, - Іван Могильницький, - Юліян Налисник, - Василь Одрехівський, - Михайло Орисик, - Іван Пастернак, - Роман Петрус, - Григорій Пецух, - Ярослав Полянський, - Петро Потічний, - Богдан Прах, - Мирослав Прокоп, - Теодор-Федір Ребіш, - Степан Рудницький, - Ярослав Рудницький, |  | - Іван Русенко, - Павло Русин, - Максим Сандович, - Богдана Світлик, - Йосиф Сембратович, - Сильвестр Сембратович, - Володимир Старосольський, - Михайло Старух, - Євген Стахів, - Йосип Струцюк, - Андрій Сухорський, - Юліян Тарнович, - Олексій Торонський, - Стефан Федак, - Іван Филипчак, - Орест Фільц, - Володимир Хиляк, - Михайло Черешньовський, - Іван Чернецький, - Костянтин Чехович (філолог), - Костянтин Чехович (єпископ), - Володимир Шашарович, - Павло Яворський, - Володимир Ярема, - Йосиф Ярина. |